# ТЕС DGEN Mega
21°42′21″ пн. ш. 72°36′46″ сх. д. / 21.70583° пн. ш. 72.61278° сх. д.
ТЕС DGEN Mega – теплова електростанція на заході Індії у штаті Гуджарат, споруджена у промисловій зоні Дахедж.
В 2014 році на майданчику станції стали до ладу три однотипні парогазові блоки комбінованого циклу потужністю по 400 МВт. У кожному з них встановлена одна газова турбіна, яка через котел-утилізатор живить одну парову турбіну.
Як паливо станція використовує природний газ, споживання якого при роботі на повній потужності становить 5,25 млн м3 на добу. Блакитне паливо індійського походження надходить до Дахеджу по газопроводу Хазіра – Дахедж. Втім, дефіциту цього ресурсу змусив майже одразу після запуску ТЕС почати закуповувати блакитне паливо, імпортоване через термінал для зрідженого природного газу в тому ж Дахеджі, з яким станцію сполучає перемичка довжиною 13 км та діаметром 400 мм.
При цьому власник станції зміг на певний час отримати урядову субсидію, яка повинна була допомогти компенсувати різницю у цінах на індійський та імпортований ресурс.
Видача продукції відбувається по ЛЕП, розрахованим на роботу під напругою 400 кВ, 220 кВ та 33 кВ.